# Mercedes-Benz Studie SLK I
La Mercedes-Benz Studie SLK I est un concept car de Mercedes-Benz présenté au printemps 1994.

## Présentation
La Mercedes-Benz Studie SLK I a été présentée au Salon de l'automobile de Turin au printemps 1994. Le roadster ouvert a été présenté dans un design proche de la production, mais sans toit. On remarque les porte-à-faux courts à l'avant et à l'arrière, la forme en coin prononcée, les dimensions extérieures compactes et la protection anti-retournement couverte derrière chacun des deux sièges, qui n'est pas sans rappeler la voiture de sport Mercedes-Benz 300 SLR.
Il y avait beaucoup de métal brillant à l'intérieur - 20 pour cent des surfaces en sont recouvertes. L'élément central de l'habitacle est un tableau de bord constitué d'un «matériau en fibre de carbone très léger qui semble flotter librement dans l'espace». Les instruments et la serrure de contact sont encadrés en aluminium; La serrure de contact est intégrée dans un hémisphère pivotant horizontalement. Le levier de vitesses court dépasse d'un deuxième hémisphère en aluminium dans la console centrale. Les pédales d'embrayage, de frein et d'accélérateur sont en « métal léger perforé ».
Le véhicule était propulsé par un moteur essence à quatre temps avec quatre cylindres, avait une propulsion arrière et une transmission manuelle à cinq vitesses.
La Mercedes-Benz Studie SLK II lui a fait suite.